# Johan Marengoni
 Johan Emilius Marengoni (Rinópolis, 10 de janeiro de 1995) é um voleibolista indoor brasileiro, atuante na posição de Central, com marca de alcance de 343 cm no ataque e 321 cm no bloqueio, que atuou pela Seleção Brasileira, nas categorias de base, na conquista da medalha de ouro no Campeonato Sul-Americano Juvenil de 2014 no Brasil, foi semifinalista no Campeonato Mundial Juvenil de 2015 no México, além destes resultados conquistou a medalha de ouro na Copa Pan-Americana Sub-21 no Canadá. Atualmente campeão Sul-Americano sub 23 na Colômbia.

## Carreira
Seus primeiros passos no voleibol  começam em sua cidade natal.Em 2010 representou P.M.Rinópolis
no Campeonato Regional de Voleibol, promovido pela Liga Oeste Paulista de Voleibol na cidade de Osvaldo Cruz, na categoria mirim, finalizando com a medalha de bronze e foi eleito Melhor Jogador da competição.
Tempos depois passou a atuar no voleibol paranaense, representando as categorias de base do Virtual Age/Cianorte/Montinorte disputando  em 2013 a 56ª edição dos Jogos Abertos do Paraná (JAPS), realizando em Cascavel, Divisão A, alcançando o quarto lugar na edição, e por foi convidado para reforçar a equipe da  P.M.Marialva na 56ª edição dos JAPS  (Série B ).
Ainda pelo Virtual Age/Cianorte/Montinorte conquistou o título do  Campeonato Estadual da Juventude 2013, categoria Sub-18 ; também disputou pelo Cianorte a 27ª edição dos Jogos da Juventude, Divisão A, em 2013 encerrando na quinta colocação final.
Integrou a categoria juvenil do Sesi/SP  e em 2014 conquistou o título do Campeonato Paulista Juvenil, com parte do time profissional foi campeão da Copa São Paulo e da Taça Paraná no mesmo ano, além de disputar a Superliga Brasileira B 2014, pelo time do Sesi/SP (B), encerrando na sétima posição.
Em 2014 foi convocado para representar a Seleção Paranaense na edição do Campeonato Brasileiro de Seleções, categoria juvenil da primeira divisão, sediado em Sete Lagoas, em Minas Gerais ocasião que finalizou na sétima posição.No mesmo ano foi convocado para integrar a Seleção Brasileira, categoria juvenil,  pela qual disputou a edição do Campeonato Sul-Americano Juvenil em Saquarema, no Brasil, conquistando a medalha de ouro.
Pelo Sesi/SP (B) disputou a edição da Superliga Brasileira A 2015, alcançando a quarta colocação final.Também em 2015 conquistou o bicampeonato no Campeonato Paulista Juvenil, Taça Paraná Juvenil e no adulto da Copa São Paulo.
Em 2015 foi convocado para Seleção Brasileira, categoria juvenil, para disputar a Copa Pan-Americana Sub-21 em Gatineau, no Canadá, vestindo a camisa#13, conquistou a medalha de ouro.No mesmo ano representou a Seleção Brasileira no Campeonato Mundial Juvenil  em Tijuana e Mexicali, cidades mexicanas,  também vestindo a camisa#13 e alcançou a quarta posição final.
Foi inscrito pela primeira vez  na Superliga Brasileira A 2015-16 pelo elenco principal do Sesi/SP. Disputou a Copa Brasil de 2016 finalizando com o bronze.
Paralelamente a Superliga Brasileira A  2015-16, jogou pelo time B do Sesi/SP  encerrando com o vice-campeonato.Pelo time principal do Sesi-SP encerrou sua participação na etapa semifinal da  Superliga Brasileira A 2015-16, na quarta colocação.
Disputa a temporada 2024/2025 da Superliga Brasileira de Voleibol Masculino - Série A no Neurologia Ativa.

## Títulos e resultados
- Campeonato Mundial Juvenil: 2015[25]
- Copa Brasil:2016
- Superliga Brasileira A:2015-16
- Superliga Brasileira B: 2016[29]
- Superliga Brasileira B: 2015[18]
- Copa São Paulo:2014[11], 2015[20]
- Campeonato Paulista Juvenil:2014[11], 2015[20]
- Taça Paraná Juvenil:2014[11], 2015[20]
- Campeonato Estadual da Juventude: 2013[5]
- Japs (Divisão A):2013[3]
- Campeonato Regional Mirim:2010[1]

## Premiações individuais
- MVP  do Campeonato Regional Mirim de 2010[1]